# ばんえいプリンセス賞
ばんえいプリンセス賞（ばんえいプリンセスしょう）は、帯広市が帯広競馬場で開催するばんえい競馬の競走。出走表での名称は「サッポロビール杯 ばんえいプリンセス賞」と表記している。
正賞はサッポロビール株式会社賞（2020年）。

## 概要
3歳牝馬による重賞競走として1977年に創設。重賞競走だった当時、ばんえいグレードはBG3に格付けされていた。
1989年より特別競走に格下げされたのち、2007年（第31回）より再び重賞に格上げされたものの、2010年より再び特別競走に格下げ。2012年度（第36回）以降は3歳世代（明け4歳）の牝馬による特別競走として、1月に施行。回次は特別競走として施行している期間も含め、そのまま通算している。
2017年度（2018年）の時点では特別競走として施行していたものの、2018年度（2019年）に準重賞となっている。

### 競走条件
以下の内容は、2019年度（2020年）のもの。
- 出走資格：4歳牝馬。通算収得賞金順に編成する。
- ばんえい重量：別定。オープン馬は700kgで、1重量格下がるごとに10kg減量される。

### 賞金
2019年度（2020年）の1着賞金は60万円で、以下2着16万8000円、3着8万4000円、4着4万8000円、5着3万円。

## 歴代優勝馬
1989年-2006年および2010年以降は特別競走として施行しているため、ここでは重賞競走として施行したもののみ記載する。
馬齢表記は2000年までが旧表記、2001年以降は現表記。
| 回数           | 施行日         | 開催地 | 天候 | 馬場 水分 | 優勝馬                      | 性齢 | ばんえい 重量 | タイム | 優勝騎手 | 管理調教師       |
| -------------- | -------------- | ------ | ---- | --------- | --------------------------- | ---- | ------------- | ------ | -------- | ---------------- |
| 第1回          | 1977年10月22日 | 帯広   | 晴   | 0.0%      | キヨヒメ                    | 牝4  | 670           | 2:03.5 | 山田     | 林正男           |
| 第2回          | 1978年8月13日  | 岩見沢 | 晴   | 0.0%      | ヒメテツリ                  | 牝4  | 650           | 1:51.8 | 山田     | 日詰             |
| 第3回          | 1979年8月15日  | 岩見沢 | 晴   | 0.0%      | ヒメホマレ                  | 牝4  | 600           | 1:56.7 | 山本正彦 | （上フ）山本幸一 |
| 第4回          | 1980年8月16日  | 帯広   | 曇   | 2.9%      | シユンホース                | 牝4  | 620           | 1:47.9 | 水上     | 木村             |
| 第5回          | 1981年8月9日   | 岩見沢 | 曇   | 6.0%      | タカラヨシウメ              | 牝4  | 650           | 1:40.8 | 尾ヶ瀬馨 | 辻本誠作         |
| 第6回          | 1982年8月29日  | 帯広   | 曇   | 5.6%      | ホマレエース                | 牝4  | 640           | 2:00.5 | 木村     | 中條             |
| 第7回          | 1983年8月20日  | 岩見沢 | 曇   | 4.6%      | キンセイヒメ                | 牝4  | 650           | 1:36.4 | 工藤篤   | （東川）山本幸一 |
| 第8回          | 1984年8月5日   | 帯広   | 晴   | 1.4%      | タニノヒメリユー            | 牝4  | 640           | 2:18.8 | 千葉均   | 坂本             |
| 第9回          | 1985年7月21日  | 岩見沢 | 曇   | 0.8%      | ミネノタカヒメ              | 牝4  | 640           | 2:19.4 | 藤本匠   | 中西関松         |
| 第10回         | 1986年7月20日  | 岩見沢 | 曇   | 2.5%      | ミスカチドキ                | 牝4  | 650           | 2:06.9 | 藤本匠   | 西邑春夫         |
| 第11回         | 1987年8月23日  | 帯広   | 雨   | 3.9%      | アズマローラ                | 牝4  | 640           | 2:06.1 | 岩瀬和幸 | 岩瀬             |
| 第12回         | 1988年9月18日  | 北見   | 晴   | 1.4%      | ミネノセーカ                | 牝4  | 670           | 2:39.2 | 久田守   | 水上勲           |
| 第13回- 第30回 |                |        |      |           | この間は特別 競走として施行 |      |               |        |          |                  |
| 第31回         | 2007年9月17日  | 帯広   | 曇   | 6.1%      | ペガサスプリティー          | 牝3  | 630           | 1:21.9 | 西弘美   | 山田勇作         |
| 第32回         | 2008年9月15日  | 帯広   | 曇   | 3.7%      | ニシキエース                | 牝3  | 650           | 2:07.1 | 松田道明 | 金田勇           |
| 第33回         | 2009年9月21日  | 帯広   | 曇   | 4.8%      | ワタシハキレイズキ          | 牝3  | 650           | 1:41.7 | 鈴木恵介 | 皆川公二         |
| 第34回 以降    |                |        |      |           | 特別競走として施行          |      |               |        |          |                  |

### 各回競走結果の出典
- ばんえいプリンセス賞 歴代優勝馬（重賞として施行したもののみ） - 地方競馬全国協会、2015年1月12日閲覧